# Meta (stolica tytularna)
Meta (łac. Diocesis Metensis) – stolica historycznej diecezji we Cesarstwie rzymskim w prowincji Numidia zlikwidowana w VII w. podczas ekspansji islamskiej, współcześnie w północnej Algierii. Obecnie katolickie biskupstwo tytularne. 

## Biskupi tytularni
| Lp. | Biskup                       | Funkcja                                          | Od                | Do                   |
| --- | ---------------------------- | ------------------------------------------------ | ----------------- | -------------------- |
| 1   | Franjo Kuharić               | biskup pomocniczy Zagrzebia (Jugosławia)         | 15 lutego 1964    | 16 czerwca 1970      |
| 2   | Leo Ferdinand Dworschak      | emerytowany biskup Fargo (USA)                   | 8 września 1970   | 13 stycznia 1971     |
| 3   | Raymond Alphonse Lucker      | biskup pomocniczy Saint Paul i Minneapolis (USA) | 12 lipca 1971     | 23 grudnia 1975      |
| 4   | Antonio Buenafe              | biskup pomocniczy Caceres (Filipiny)             | 9 lutego 1976     | 7 maja 1976          |
| 5   | Antonio María Javierre Ortas | urzędnik Kuria Rzymskiej                         | 20 maja 1976      | 28 czerwca 1988      |
| 6   | Audrys Bačkis                | nuncjusz apostolski                              | 5 sierpnia 1988   | 24 grudnia 1991      |
| 7   | Diego Causero                | nuncjusz apostolski                              | 15 grudnia 1992   | 24 lutego 2001       |
| 8   | Martin Amos                  | biskup pomocniczy Cleveland (USA)                | 3 kwietnia 2001   | 12 października 2006 |
| 9   | Gianfranco Girotti           | urzędnik Kurii Rzymskiej                         | 15 listopada 2006 |                      |